# Medovine
Medovine (cyr. Медовине) – wieś w Serbii, w okręgu morawickim, w gminie Ivanjica. W 2011 roku liczyła 98 mieszkańców.